# Куйгалы
Куйгалы (тат. Куйгалы) — деревня в Большереченском районе Омской области. Входит в состав Курносовского сельского поселения.

## История
В 1928 г. состояла из 46 хозяйств, основное население — бухарцы. Центр Куйгалинского сельсовета Евгащинского района Тарского округа Сибирского края.

## Население
| 1926 | 2002 | 2010 |
| ---- | ---- | ---- |
| 242  | ↗276 | ↘227 |

Национальный состав
Согласно результатам переписи 2002 года, в национальной структуре населения татары составляли 84 %.